# 羅約爾頓 (伊利諾伊州)
羅約爾頓（英語：Royalton）是位於美國伊利諾伊州富蘭克林縣的一個村落。

## 地理
羅約爾頓的座標為37°52′49″N 89°06′49″W / 37.88028°N 89.11361°W，而該地最高點為海拔高度119米（即391英尺）。

## 人口
根據2010年美國人口普查的數據，羅約爾頓的面積為2.91平方千米，當中陸地面積為2.89平方千米，而水域面積為0.02平方千米。當地共有人口1151人，而人口密度為每平方千米395人。